# Два велетні (пам'ятка природи)
Два ве́летні — ботанічна пам'ятка природи місцевого значення в Україні. Розташована в межах Кіцманського району Чернівецької області, у селі Стрілецький Кут (біля приміщення сільської ради). 
Площа 0,01 га. Статус надано згідно з рішенням 17-ї сесії обласної ради ХХІІІ скликання від 20.12.2001 року № 171-17/01. Перебуває у віданні Стрілецько-Кутської сільської ради. 
Статус надано з метою збереження двох екземплярів дуба звичайного, віком понад 300 років.

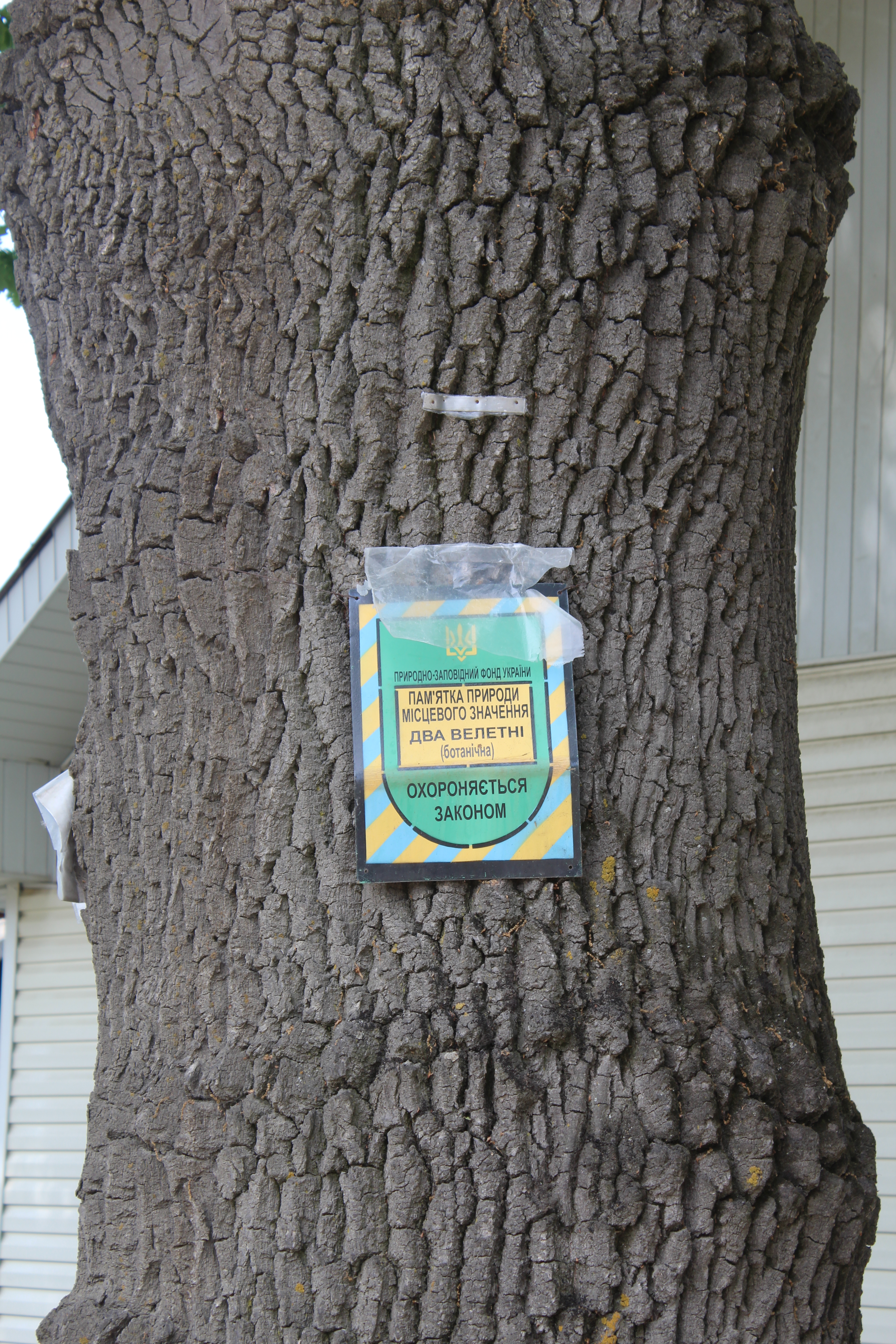
Реліктові дуби